# Osnovna šola Savsko naselje
Osnovna šola Savsko naselje (sprva Osnovna šola Borisa Kidriča) se nahaja v Savskem naselju v Ljubljani. V njej se nahajajo naslednji prostori: šolska kuhinja, jedilnica, knjižnica, sejna soba, učilnice za razredni pouk, učilnice za predmetni pouk, računalniška učilnica, gospodinjska učilnica, likovna učilnica, tehnična delavnica, večnamenska dvorana, kabineti, velika in mala telovadnica in celo bazen.

## Kronologija
- spomladi 1957 - pričetek gradnje šole (osrednja stavba)
- 1. oktober 1958 - pouk začne obiskovati 291 učencev v osmih oddelkih, pouk poteka šest dni v tednu
- 1959 april - končana gradnja
- 23. maj 1959 - uradno odprtje Osnovne šole Borisa Kidriča s proslavo
- jeseni 1959 - popolna osemletka s 27 oddelki in 921 učenci v dveh izmenah, v oddelku je približno 42 otrok
- april 1961 - dograjena enonadstropna stavba za vrtec Mladi rod, šolsko kuhinjo in nekaj nižjih razredov
- 9. marec 1966 - zgrajena velika telovadnica
- april 1970 - odprtje male telovadnice in šolskega bazena
- julij 1996 - pričetek obnove učilnic in sanitarij v osrednji stavbi ter gradnje prizidka
- januar 1997 - dokončan prizidek šole, v njem so knjižnica s čitalnico, zbornica, likovna učilnica, pisarni svetovalne službe, odprtje računalniške učilnice
- jeseni 1997 - sprememba imena šole v Osnovno šolo Savsko naselje
- 1999-2000 - uvedba devetletne Osnovne šole v 1. in 7. razredu
- februar 2024 - dokončana energetska prenova šole. Prizidek šole ima sedaj 3 nadstropja (v pritličju je še vedno vrtec), šola je pridobila tudi večnamensko dvorano.